# Clara Apel

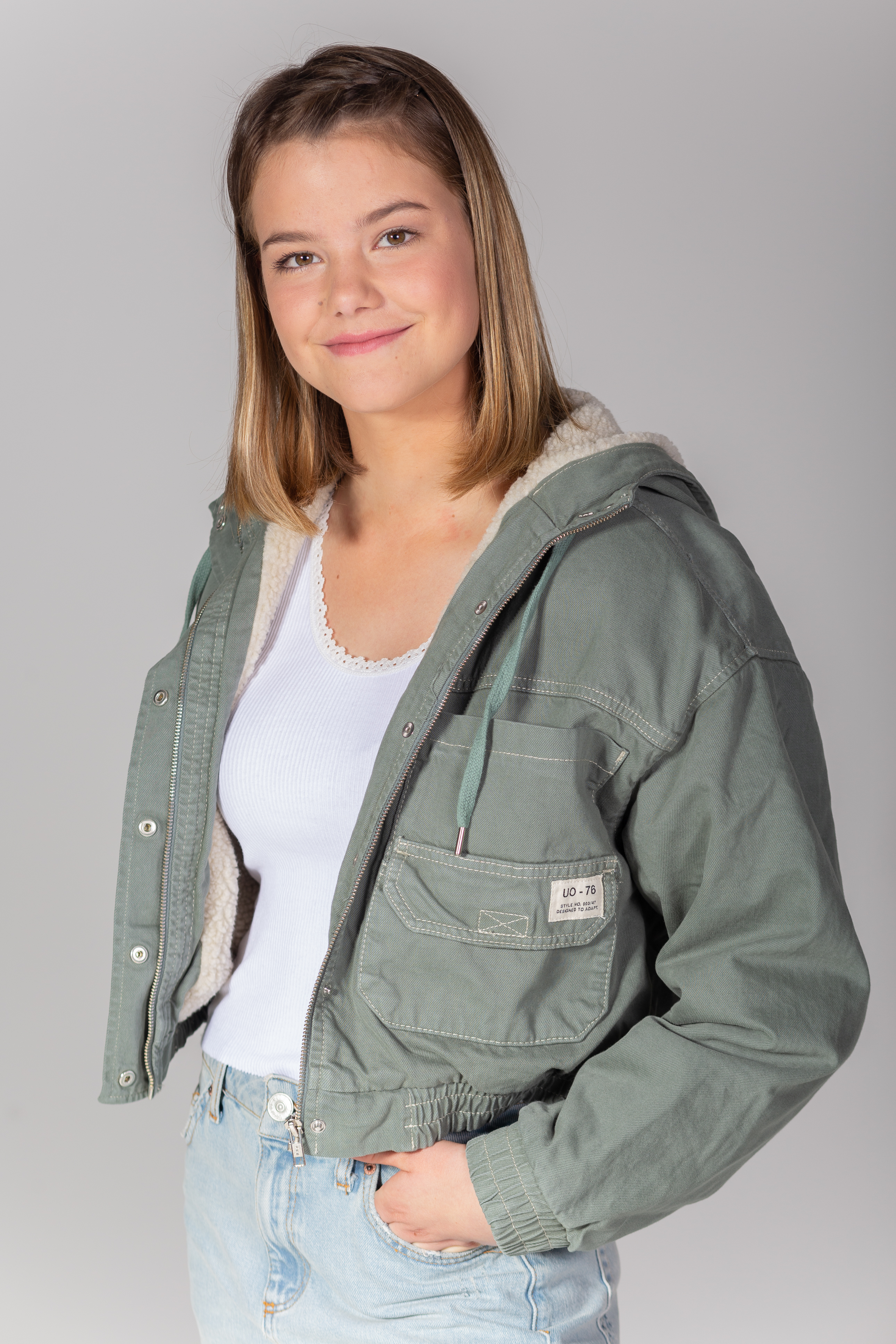
Clara Apel 2019

Clara Apel (* 2001) ist eine deutsche Schauspielerin.

## Leben
Im September 2019 kam der Kinofilm Get Lucky – Sex verändert alles in die deutschen Kinos, in dem Apel eine Nebenrolle spielt. Von November 2019 bis Oktober 2020 war sie in einer Staffelhauptrolle der ARD-Serie Rote Rosen als Pia Richter zu sehen, welche nach einem Autounfall mit dem Rollstuhl leben muss. Sie spielte dort die Serientochter von Astrid Richter (Claudia Schmutzler). Sie wohnt in Hamburg.

## Filmografie
- 2019: Get Lucky – Sex verändert alles (Kinofilm)
- 2019–2020: Rote Rosen (Fernsehserie)
- 2023: In aller Freundschaft – Die jungen Ärzte (Fernsehserie, Folge Hals über Kopf)